# دای پایرامید
دای پایرامید (انگلیسی: Die Pyramide) ساختمان اداری ۲۳ طبقه مستقر در مارتسان، برلین، آلمان است، که در سال ۱۹۹۵ احداث گردید.